# Florentino (Fußballspieler)
Florentino (* 19. August 1999 in Lobito, Angola; voller Name Florentino Ibrain Morris Luís) ist ein portugiesisch-angolanischer Fußballspieler, der als defensiver Mittelfeldspieler bei Benfica Lissabon unter Vertrag.

## Karriere

### Verein
Der im angolanischen Lobito geborene Florentino war zuerst ein Futsalspieler und wechselte 2009 zur Jugendmannschaft des Profifußballvereins SC Real. Ein Jahr später wechselte er in die Jugendakademie von Benfica Lissabon. Am 11. September 2016 gab er sein Debüt für die Reservemannschaft beim 2:1-Heimsieg gegen Académico de Viseu in der LigaPro.
Am 1. Februar 2019 wurde er zusammen mit drei anderen Benfica-B-Spielern in die erste Mannschaft von Benfica befördert. Er bestritt sein Debüt in der Primeira Liga beim 10:0-Erfolg gegen CD Nacional Funchal am 10. Februar, als er in der 62. Minute eingewechselt wurde. Vier Tage später gab er seine Europapokalpremiere, als Benfica im Hinspiel der Runde der letzten 32 der UEFA Europa League bei Galatasaray Istanbul mit 2:1 siegte. 
Florentino erzielte am 17. März 2019 seinen ersten Treffer in der Primeira Liga beim 4:0-Auswärtssieg gegen den Moreirense FC.
Ende September 2020 wechselte Florentino bis zum Ende der Saison 2020/21 auf Leihbasis zur AS Monaco. Er konnte sich unter dem Cheftrainer Niko Kovač jedoch nicht durchsetzen und kam zu 9 Einsätzen (2-mal von Beginn) in der Ligue 1. Im Anschluss folgte eine weitere Leihe an den FC Getafe. Seit der Saison 2022/23 ist er wieder bei Benfica.

### Nationalmannschaft
Er gewann mit der Nationalmannschaft von Portugal die U17-Europameisterschaft 2016 und die U19-Europameisterschaft 2018. Bei beiden Wettbewerben wurde er in die beste Elf des Turniers gewählt.

## Erfolge
Nationalmannschaft
- U17-Europameister: 2016
- U19-Europameister: 2018

Verein
- Portugiesischer Supercupsieger: 2019
- Portugiesischer Meister: 2022/23